# Sparkasse Goslar/Harz
Die Sparkasse Goslar/Harz war eine Sparkasse in Niedersachsen mit Sitz in Goslar. Sie war eine Anstalt des öffentlichen Rechts.

## Geschäftsgebiet und Träger
Das Geschäftsgebiet der Sparkasse Goslar/Harz umfasste
- aus dem Landkreis Goslar
  - die Stadt Goslar (einschließlich der früheren Stadt Vienenburg)
  - die Gemeinde Liebenburg
  - die Berg- und Universitätsstadt Clausthal-Zellerfeld (einschließlich der früheren Bergstädte Altenau und Wildemann sowie der früheren Gemeinde Schulenberg im Oberharz)
  - den Stadtteil Sankt Andreasberg der Stadt Braunlage
  - den Stadtteil Lautenthal der Stadt Langelsheim
- aus dem Landkreis Wolfenbüttel
  - die Gemeinde Schladen-Werla
- aus der kreisfreien Stadt Salzgitter
  - die Ortschaft Süd (u. a. Salzgitter-Bad und Ringelheim)

Träger der Sparkasse Goslar/Harz war der Sparkassenzweckverband Goslar/Harz. Am Zweckverband waren der Landkreis Goslar zu 61,5 % und die Stadt Goslar zu 38,5 % beteiligt.

## Geschäftszahlen
Die Sparkasse Goslar/Harz wies im Geschäftsjahr 2016 eine Bilanzsumme von 1,528 Mrd. Euro aus und verfügte über Kundeneinlagen von 1,244 Mrd. Euro. Gemäß der Sparkassenrangliste 2016 lag sie nach Bilanzsumme auf Rang 243. Sie unterhielt 23 Filialen/SB-Standorte und beschäftigte 389 Mitarbeiter.

## Geschichte
Die Sparkasse Goslar/Harz entstand am 1. Januar 2002 durch Fusion der Sparkasse des Landkreises Goslar (Sitz in Salzgitter-Bad) mit der Stadtsparkasse Goslar (Sitz in Goslar) und der Kreissparkasse Clausthal-Zellerfeld (Sitz in Clausthal-Zellerfeld). Im Jahre 2017 fusionierte die Sparkasse mit der Kreissparkasse Peine und der Sparkasse Hildesheim zur Sparkasse Hildesheim Goslar Peine.